# Typodryas unidentatus
Typodryas unidentatus là một loài bọ cánh cứng trong họ Cerambycidae.